# Кирпичний Завод (Ленінградська область)
Кирпичний Завод (рос. Кирпичный Завод) — селище залізничної станції у Всеволожському районі Ленінградської області Російської Федерації.
Населення становить 174 особи. Належить до муніципального утворення Щегловське сільське поселення.

## Історія
Від 1 серпня 1927 року належить до Ленінградської області.

## Населення
| 2007 | 2010 | 2012 | 2017 |
| ---- | ---- | ---- | ---- |
| 209  | ↗236 | ↘191 | ↘174 |